# Ljudmila Pinaeva
Ljudmila Iosifovna Chvedosjuk, coniugata Pinaeva (in russo Людмила Иосифовна Хведосюк-Пинаева?; tr. en.: Lyudmila Khvedosyuk-Pinayeva; Krasnoe Selo, 14 gennaio 1936), è un'ex canoista sovietica.

## Palmarès

### Olimpiadi
- 4 medaglie:
  - 3 ori (Tokyo 1964 nel K1 500 metri; Città del Messico 1968 nel K1 500 metri; Monaco di Baviera 1972 nel K2 500 metri)
  - 1 bronzo (Città del Messico 1968 nel K2 500 metri)

### Mondiali
- 10 medaglie:
  - 7 ori (Jajce 1963 nel K4 500 metri; Berlino Est 1966 nel K1 500 metri; Berlino Est 1966 nel K4 500 metri; Copenaghen 1970 nel K1 500 metri; Belgrado 1971 nel K1 500 metri; Belgrado 1971 nel K4 500 metri; Tampere 1973 nel K4 500 metri)
  - 3 argenti (Jajce 1963 nel K1 500 metri; Jajce 1963 nel K2 500 metri; Tampere 1973 nel K2 500 metri)